# 맹수일
맹수일(한국 한자: 孟秀一, 1961년 3월 22일 ~ )은 대한민국의 전 축구 선수이며, 포지션은 공격수였다.